# ヒロイック
ヒロイック（Heroic、1921年 - 1939年）は、オーストラリアで生産・調教されたサラブレッドの競走馬。5ハロン（約1006メートル）から2マイル（約3218メートル）までのさまざまな距離で勝利を挙げ、また種牡馬としても6シーズン連続リーディングサイアーとなる大成功を収めた。2003年にオーストラリア殿堂に殿堂馬として選ばれている。

## 経歴
1923年のAJCブリーダーズプレートでデビューし、その初戦を勝利で飾った。2歳時のヒロイックはこれ以外にも、アスコットヴェイルステークスなどを含む全部で6つのステークス競走勝ちを収めている。3歳のときにはコーフィールドギニーとオーストラリアンダービー、5歳時ではコックスプレートにも優勝した。
このほか、ヒロイックは2マイル（16ハロン・約3218メートル）のキングズプレートでも勝ちを挙げており、実に5ハロンから16ハロンまで様々な距離をこなせる多彩さを持っていた。

## 引退後
種牡馬入りした初年度から好調な出だしを切り、生涯で29頭のステークス競走勝ち馬を輩出、1933年から実に6シーズンもの間オーストラリアリーディングサイアーの座を独占し続けた。
最たる代表産駒に挙がる馬が1934年生まれのアジャックスである。同馬はフューチュリティステークス3連覇など競走馬として顕著な成績を収めた馬で、2004年にオーストラリア競馬名誉の殿堂に組み込まれている。
そのほかの代表的な産駒に、
- Hall Mark - 1930年生、牡馬。キングズプレート連覇、オーストラリアンダービーなど。
- Nuffield - 1935年生、牡馬。オーストラリアンダービー、ヴィクトリアダービーなど。
- Hua - 1934年生、牡馬。ヴィクトリアダービーなど。
- Leila Vale - 1930年生、牝馬。エイドリアンノックスステークスなど。
- Valiant Chief - 1932年生、牡馬。ムーニーヴァレーステークスなど。
- The Marne - 1931年生、牡馬。チャレンジステークスなど。
- Pure Gold - 1936年生、牡馬。ムーニーヴァレーステークスなど。

後継の種牡馬たちはあまり成功せず、現在にヒロイックの父系は既に見当たらなくなっている。後継種牡馬から出た数少ない成功例に、ロイヤルステップ産駒のフライト（コックスプレート2勝など、オーストラリア殿堂馬）がいる。
1939年に17歳で死亡、遺骸はグロウィーガルフスタリオンに埋葬された。後の2003年、オーストラリア競馬名誉の殿堂はその成績を称え、ヒロイックを殿堂馬の一頭として選定している。

## 評価

### 主な勝鞍
1923年/1924年（2歳）
AJCブリーダーズプレート、グウィンナーサリー、マルビリノンプレート、アルマステークス、アスコットヴェイルステークス、シャンペンステークス
1924年/1925年（3歳）
チェルムズフォードステークス、オーストラリアンダービー、コーフィールドギニー
1925年/1926年（4歳）
メムジーステークス、コーフィールドステークス、ニューマーケットハンデキャップ
1926年/1927年（5歳）
メムジーステークス（連覇）、コックスプレート、アンダーウッドステークス、ウィリアム・レイドステークス、CFオーアステークス、セントジョージステークス

### 種牡馬成績
- 1933年-1939年 - オーストラリアリーディングサイアー

### 表彰
- 2003年 - オーストラリア競馬名誉の殿堂に、殿堂馬として選定される。
- ロイヤルランドウィック競馬場には、ヒロイックの名を冠した「ヒロイックチャンピオンシップ」が創設されている。

## 血統表
| ヒロイックの血統（ベンドア系（エクリプス系） / Cyllene 3x3=25.00%、 Illuminata 3x4=18.75%、 Hampton 4x4x5=15.63%、 Bend Or 4x5x5x5=15.63%） | ヒロイックの血統（ベンドア系（エクリプス系） / Cyllene 3x3=25.00%、 Illuminata 3x4=18.75%、 Hampton 4x4x5=15.63%、 Bend Or 4x5x5x5=15.63%） | ヒロイックの血統（ベンドア系（エクリプス系） / Cyllene 3x3=25.00%、 Illuminata 3x4=18.75%、 Hampton 4x4x5=15.63%、 Bend Or 4x5x5x5=15.63%） | （血統表の出典）  | （血統表の出典） |
| 父 Valais 1913 栗毛 イギリス | 父の父Cicero 1902 栗毛 イギリス | Cyllene | Bona Vista        | Bona Vista       |
| 父 Valais 1913 栗毛 イギリス | 父の父Cicero 1902 栗毛 イギリス | Cyllene | Arcadia           |                  |
| 父 Valais 1913 栗毛 イギリス | 父の父Cicero 1902 栗毛 イギリス | Gas | Ayrshire          | Ayrshire         |
| 父 Valais 1913 栗毛 イギリス | 父の父Cicero 1902 栗毛 イギリス | Gas | Illuminata        |                  |
| 父 Valais 1913 栗毛 イギリス | 父の母Lily of the Valley 1899 鹿毛 イギリス                                                                                                 | Martagon | Bend Or           | Bend Or          |
| 父 Valais 1913 栗毛 イギリス | 父の母Lily of the Valley 1899 鹿毛 イギリス                                                                                                 | Martagon | Tiger Lily        |                  |
| 父 Valais 1913 栗毛 イギリス | 父の母Lily of the Valley 1899 鹿毛 イギリス                                                                                                 | Hamptonia | Hampton           | Hampton          |
| 父 Valais 1913 栗毛 イギリス | 父の母Lily of the Valley 1899 鹿毛 イギリス                                                                                                 | Hamptonia | Feronia           |                  |
| 母 Chersonese 1915 鹿毛 イギリス | 母の父Cylgad 1909 鹿毛 イギリス | Cyllene | Bona Vista        | Bona Vista       |
| 母 Chersonese 1915 鹿毛 イギリス | 母の父Cylgad 1909 鹿毛 イギリス | Cyllene | Arcadia           |                  |
| 母 Chersonese 1915 鹿毛 イギリス | 母の父Cylgad 1909 鹿毛 イギリス | Gadfly | Hampton           | Hampton          |
| 母 Chersonese 1915 鹿毛 イギリス | 母の父Cylgad 1909 鹿毛 イギリス | Gadfly | Merry Duchess     |                  |
| 母 Chersonese 1915 鹿毛 イギリス | 母の母Chelandry 1894 鹿毛 イギリス | Goldfinch | Ormonde           | Ormonde          |
| 母 Chersonese 1915 鹿毛 イギリス | 母の母Chelandry 1894 鹿毛 イギリス | Goldfinch | Thistle           |                  |
| 母 Chersonese 1915 鹿毛 イギリス | 母の母Chelandry 1894 鹿毛 イギリス | Illuminata | Rosicrucian       | Rosicrucian      |
| 母 Chersonese 1915 鹿毛 イギリス | 母の母Chelandry 1894 鹿毛 イギリス | Illuminata | Paraffin F-No.1-n |                  |